# 492 Gismonda
492 Gismonda је астероид главног астероидног појаса. Приближан пречник астероида је 51,69 km,
а средња удаљеност астероида од Сунца износи 3,120 астрономских јединица (АЈ).
Инклинација (нагиб) орбите у односу на раван еклиптике је 1,623 степени, а орбитални период износи 2013,409 дана (5,512 година). Ексцентрицитет орбите астероида износи 0,170.
Апсолутна магнитуда астероида износи 9,80 а геометријски албедо 0,079.
Астероид је откривен 3. септембра 1902. године.